# Кір'ят-Шмона
Кір'ят-Шмона (івр. קריית שמונה) — місто в Північному окрузі Ізраїлю, розташований неподалік від кордону з Ліваном.
Місто назване на честь вісьмох («вісім» на івриті — «шмона», שמונה) полеглих захисників легендарного поселення Тель-Хай, що знаходиться поруч з Кирьят-Шмона.

## Історія
Кирьят-Шмона був заснований в 1950 році як наметовий табір для нових репатріантів з Північної Африки і був названий Кирьят-Йосеф (місто Йосипа, קריית יוסף) в честь національного героя Йосипа Трумпельдора, який загинув в 1920 році при захисті Тель-Хая. Через кілька років на місці табору були побудовані будинки, і в 1974 році Кирьят-Шмона був проголошений містом. Через близькість з ліванської кордоном місто неодноразово піддавався обстрілу ракетами терористичною організацією «Хезболла», що призвело до вторгнення ізраїльських військ до Лівану (1982).

## Цікаві
Серед визначних пам'яток міста можна назвати музей, присвячений пам'яті захисників Тель-Хая. Експонати музею розповідають про життя єврейських поселенців того часу. Серед експонатів можна бачити сільськогосподарський реманент, що застосовувалися першими поселенцями долини Хула.
Поруч з музеєм розташоване кладовище, де поховані захисники Тель-Хая. На ньому встановлено пам'ятник роботи Авраама Мельникова. Пам'ятник являє собою лева, поставлений на кам'яний постамент, на якому викарбувані останні слова Йосипа Трумпельдор — «Щастя померти за свою батьківщину». У місті налічується 12 шкіл, у яких навчаються 4 710 учнів (2004). 43,03 % випускників отримують атестат зрілості.

### Історико-краєзнавчий музей Кір'ят-Шмона і «Золотий парк»
На вулиці а-Ярден, при виїзді з центру міста у напрямку до кібуці Шамір, розташований історико-краєзнавчий музей міста Кирьят-Шмона. Він знаходиться в невеликої мечеті, побудованої на початку XX століття для жителів арабського села Хальса. Будівля музею — пам'ятник архітектури.
У музеї експонується кілька постійних виставок. На стендах — фотографії арабського села, види старого і нового міста, предмети побуту єврейських поселенців. У центрі музею невеликий зал для перегляду фільмів про історію та становлення міста Кирьят-Шмона.
Поруч з музеєм, на території парку, — будинки перших поселенців. У таких будинках з гофрованої жерсті, загальною площею не більше 10 квадратних метрів, в 50-х роках жили багатодітні єврейські родини. Тут же предмети побуту — примітивна меблі, стара швейна машинка, ящик для зберігання льоду, гасові лампи, бідони для молока, піч, де і сьогодні можна спекти коржі.
Музей міста — це не тільки місце для екскурсій і сімейного відпочинку, а й навчальний центр. Школярі з експонатів музею вивчають історію і природу рідного краю, знайомляться з традиціями. У музеї проходять шкільні екскурсії та практичні заняття, учні старших класів пишуть реферати, відповідають на запитання анкет, проводять екскурсії для дошкільнят і молодших школярів.
Музей знаходиться в мальовничому парку, де протікає Золотий струмок, що впадає в річку Ель-Дахаль. У парку починаються туристичні маршрути для всієї родини. Зелені галявини, містки через струмки, дитячі ігрові майданчики, зарості, що нагадують джунглі, вікові дерева, квітучі газони, відкритий амфітеатр для урочистих міських заходів і свят — все це робить парк і музей улюбленим місцем відпочинку городян.